# Lead the Way/La’boon
Lead the way/LA’booN – dziewiąty japoński singel grupy T-ara. Utwór, wspólnie z NUMBER NINE/Kioku ~Kimi ga kureta michishirube~, promował album Gossip Girls. Został wydany 5 marca 2014 roku. Osiągnął 8 pozycję w rankingu Oricon i pozostał na liście przez 6 tygodni, sprzedał się w nakładzie 16 399 egzemplarzy.
Singel ukazał się w dziewięciu edycjach: regularnej, limitowanej A, siedmiu limitowanych B do których dołączone były DVD z teledyskami przedstawiającymi każdą z sześciu członkiń i DVD z sześcioma teledyskami.

## Lista utworów
| CD |                |       |        |      |
| Nr | Tytuł          | Słowa | Muzyka | Czas |
| 1. | "Lead the way" |       |        |      |
| 2. | "LA'booN"      |       |        |      |